# Аркутино
Аркутино или Мечешкото блато е блато-лагуна в Бургаска област, община Приморско, на около 2,5 km северозападно от устието на река Ропотамо.
Блатото е част от резервата Ропотамо. От морето е отделено с пясъчни дюни, като на плажната ивица вирее пясъчна лилия. Плажът срещу блатото също се нарича Аркутино. Площта му е 62,2 ха, дълбоко е 0,5 м, солеността му е 0,2‰.
От залива се разкрива и прекрасна гледка към остров Свети Тома – едно от местата в България, където се срещат диворастящи кактуси от род Opuntia. В северната част на местността се строи вилно селище, което променя необратимо девствения облик на местността.
Само една част от водната площ на Аркутино е открита, останалата е покрита с гъста водна и блатна растителност, представена от различни видове водна леща, блатно кокиче, ежова главица, ръждавец. Тук се намира едно от най-богатите находища на бяла и жълта водна роза. Крайбрежните райони са покрити от тръстика. Блатото обитава рядка риба-джудже гамбузия. Аркутино е основната междинна спирка на птиците по прелетния път Виа Понтика. Тук гнездят редки видове птици.